# Catherine de Lancastre
Titre
Reine de Castille
9 octobre 1390 – 25 décembre 1406
(16 ans, 2 mois et 16 jours)
Catherine de Lancastre, née le 31 mars 1373 et morte le 2 juin 1418, devient reine de Castille par son mariage avec Henri III de Castille et assure la régence au nom de son fils Jean II de Castille de 1406 à 1418.

## Biographie
Fille de Jean de Gand et de Constance de Castille, elle est petite-fille d'Édouard III d'Angleterre.

### Prétentions paternelles sur le trône de Castille
Jean de Gand est prétendant à la couronne de Castille. Constance est la fille aînée de Pierre Ier, tué en 1369 par le prétendant au trône Henri de Trastamare, qui avait usurpé le trône sous le nom de Henri II. L'arrivée au pouvoir en Castille d'un roi pro-français menaçait les intérêts anglais en Guyenne. Le Prince Noir et Jean de Gand avaient défendu Pierre en 1367 en battant l'armée des Trastamare à la bataille de Nájera. Le 29 janvier 1372, Jean de Gand revendique officiellement la couronne de Castille et inscrit les armoiries de Castille dans ses propres armoiries. Il rassemble une petite cour castillane comprenant les fidèles de Pierre de Castille. Il adopte également la formule Yo El Rey (Moi, le Roi). 
Jean de Gand souhaite envahir la Castille pour être couronné roi mais son départ est retardé à plusieurs reprises du fait d'un manque de financement, car la guerre en France a ruiné les caisses de l'Angleterre. C'est seulement après l'avènement du roi Jean Ier de Portugal en 1385, très anglophile, que Jean de Gand se décide à débarquer dans la péninsule ibérique, assuré d'avoir un allié. L'alliance anglo-portugaise est renforcée par le mariage du roi de Portugal avec la fille aînée de Gand, Philippa de Lancastre.
Le 29 juillet 1386, Jean de Gand débarque à La Corogne. Jean Ier de Castille, qui croyait qu'il débarquerait au Portugal afin de rassembler des troupes supplémentaires, est totalement pris de court. Lancastre établit sa cour à Ourense et reçoit l'hommage des nobles galiciens. Il se fait couronner roi de Galice à Saint-Jacques-de-Compostelle. Jean de Gand n'arrive cependant pas à affronter Jean de Trastamare à terrain découvert. Entre avril et juin 1387, l'armée anglo-portugaise poursuit les Castillans mais est affamée par le climat aride. De nombreux soldats anglais désertent et repartent en Guyenne.

### Mariage
Par un traité, signé avec le roi Jean Ier de Castille en juillet 1388 à Bayonne, Jean de Gand renonce à ses prétentions dynastiques sur la péninsule ibérique. En contrepartie, sa fille Catherine de Lancastre épouse l'héritier castillan, le futur Henri III de Castille. Catherine de Lancastre épouse Henri le 17 septembre 1388.

## Descendance
De cette union naissent :
- Marie de Castille (1401-1458), en 1415 elle épouse Alphonse V d'Aragon.
- Catherine de Castille (1403-1439), en 1420 elle épouse Henri d'Aragon, duc de Villena (mort en 1445).
- Jean II de Castille (1405-1454), succède à son père en 1406.